# 卡爾·拉格斐
卡爾·拉格斐（德語：Karl Lagerfeld，1933年9月10日—2019年2月19日），全名卡爾·奧托·拉格斐（Karl Otto Lagerfeld），旅居法國巴黎的德國籍時尚創意總監、時裝設計師、藝術家、攝影師及諷刺畫畫家。其涉獵眾多領域，曾與許多時尚及藝術品牌合作，其最知名的是擔任頂級法國時裝品牌香奈兒的領銜設計師兼任創意總監，他從1983年開始擔任該職位直至去世；他亦是意大利皮草和皮革時裝品牌芬迪，以及跟他自己同名時裝品牌的創意總監，他在過去亦曾為法國時裝品牌蔻依擔任首席設計師。拉格斐在時尚、藝術界影響深遠，他跟各種時裝品牌合作開展了不同的與藝術相關的項目，有「時尚大帝」及「時裝界的凱撒大帝」的稱譽，大部分中文媒體稱其為「老佛爺」。其標誌性的白髮、黑色太陽鏡、無指手套以及高而筆挺並可拆卸的衣領都是其標誌。

## 生平

### 早期生活
卡爾·拉格斐於1933年9月10日在德國漢堡出生，父親是德國企業家奧圖·拉格斐（1881–1967），母親是德國人伊莉莎白·巴爾曼（1897–1978），當時拉格斐的父親擁有一家生產和進口淡奶的公司，遇到來自柏林任職內衣女售貨員的伊莉莎白·巴爾曼，二人於1930年結婚。卡爾·拉格斐有兩名姐姐，分別是源於其父親第一段婚姻同父異母的姐姐菲雅（Thea），以及1931年出生的胞姊瑪莎·克里斯蒂娜（Martha Christiane "Christel"）。他們一家的姓氏拼寫為Lagerfeldt（帶有t）和Lagerfeld。卡爾像他的父親一樣，使用Lagerfeld的拼寫方式，認為它「聽起來更商業化」。他們一家都信奉舊天主教會。他14歲時一家移居到巴黎，並在那裡完成了學業，因此他精通英、法、德和意大利四門語言。由於奧圖·拉格斐透過Glücksklee-Milch GmbH公司於德國的商業利益，使他們一家人於第二次世界大戰中受到掩護。他的父親於1906年三藩市大地震期間到過舊金山。
眾所周知，拉格斐歪曲了自己的出生年份，聲稱自己的年齡小於實際年齡，並歪曲了其父母的背景。例如，他聲稱自己出生於1938年，出生於「德國的伊麗莎白」及來自瑞典的奧圖·路德維希·拉格斐。這些說法都被證實是錯誤的，因為他的父親來自漢堡，一生都在德國度過，跟瑞典並沒有聯繫。這裡也沒有證據證明他的母親就是伊莉莎白·巴爾曼，當地中產階級德國中央黨政治家卡爾·巴爾曼的女兒，她自稱「德國的伊麗莎白」。眾所周知，他堅持認為沒有人知道其真實的出生日期。在2009年2月的法國電視台採訪中，拉格斐說他「既不是1933年出生，也不是1938年出生的」。2013年4月，他終於公開宣布其出生年份是1935年。然而，他的父母於1933年發布了一份出生公告，及漢堡的洗禮登記冊也將他列為當年出生，顯示其出生日期為1933年9月10日。有報章於2008年出版了他的洗禮記錄，並採訪了他的老師和同學，他們都證實拉格斐出生於1933年。儘管如此，卡爾·拉格斐於2008年9月10日公開宣布他慶祝其「70歲壽辰」的活動，儘管實際上他將是75歲。

## 事業

### 設計師生涯（1955至1982年）
1955年，拉格斐在巴黎生活了兩年後，他參加由國際羊毛秘書處所贊助的外衣設計大賽。他在比賽中勝出並跟伊夫·聖羅蘭成為朋友，並很快就被皮埃爾·巴爾曼聘為助理，隨後三年成為其學徒。
1958年，拉格斐成為了的藝術總監。
1964年，他前往羅馬學習藝術史並在Tiziano工作，但很快便成為眾多品牌的自由設計師，包括了蔻依、查李斯·佐敦、Krizia及華倫天奴時裝。作為蔻依的設計師，拉格斐讓該品牌保留優美造型，簡潔裝飾等特色的基礎上，加入當時流行的多元化設計概念，例如借鑒吉普赛民族的的熱情鮮明的特別服飾，推出印有鮮明圖案的滾條襯衫；在普通外衣及披肩上採用鮮明的圓環貼畫圖等，定位出古典式浪漫的唯美風格。 
1967年，芬迪聘得當時還是新進的拉格斐（當時32歳）成為主要設計師，為他們的皮草系列進行現代化改造。拉格斐的創新設計被證明是開創性的，因為他把鼴鼠，兔子和松鼠毛皮引進到高級時裝。拉格斐富戲劇性的設計理念該芬迪的品牌獲得全球時裝界的矚目與好評，把該品牌推到高級時裝界的一線地位。
拉格斐一直負責芬迪時裝系列的設計工作，同時該品牌著名的雙F標誌也是出自拉格斐之手。拉格斐擔任該品牌的設計師直至其去世。
1972年10月，拉格斐所設計的Chloe 1973春夏時裝系列大獲成功，成為當時的報章的頭條新聞。

### 跟香奈兒的國際聲譽（1982至2000年）
隨著著名法國女性時裝店香奈兒的設計師可可·香奈兒於1971年逝世，該品牌於此後的十年被外界認定是個「近乎死亡的品牌」，人們普遍對它不看好。
在1983年，拉格斐獲香奈兒聘為品牌設計師，它透過改造其成衣時裝系列，從而取得巨大的成功，成功讓品牌復活，令香奈兒成為世界上最賺錢的時裝品牌之一。其後，拉格斐把香奈兒的CC互鎖的標誌重新整合。卡爾·拉格斐不但保留了香奈兒一貫的黑白優雅精髓，更為該品牌改良比例，推陳出新，將高級訂製的精湛工藝發揚光大，成功把該品牌引領到一條摩登典雅的康莊大道。
1984年，當拉格斐於香奈兒工作了一年後，他以自己的姓名「KARL LAGERFELD」創立同名品牌。該品牌以「知識分子的性感」來建立。卡爾·拉格斐的具個性的設計得以淋漓盡致的體現：合身、窄身、窄袖的向外順裁線條，古典風範與街頭趣味結合，造就了多項創新。
1988年，拉格斐離開蔻依，但於1992年重新擔其品牌的設計師。
1993年，美國版《Vogue》的主編安娜·溫圖爾於米蘭時裝週的會場步出，當時他正僱用脫衣舞孃及成人電影明星為芬迪塑造他的黑白系列
。

### 隨後事業高峰（2001至2019年）

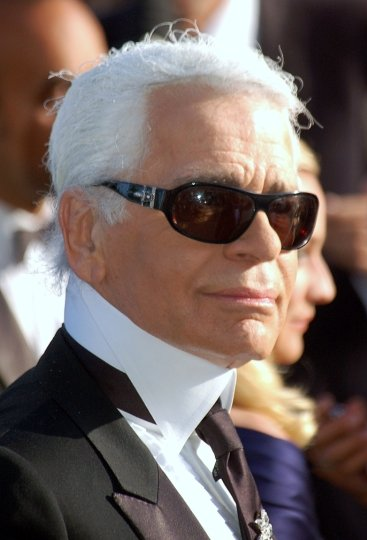
拉格斐於2007年出席第60屆坎城影展。

#### 關於時尚
2002年，拉格斐問到迪賽的創立人倫佐·羅索，合作為拉格斐畫廊（Lagerfeld Gallery）推出特別的牛仔布系列作品。該拉格斐畫廊系列由迪賽負責，是由拉格斐共同設計，然後由迪賽的創意團隊在羅索的監督下發展下去。它包括了在巴黎時裝週期間，設計師的時裝表演所展出的五件作品。那些展品分別於巴黎及摩納哥的拉格斐畫廊，以及紐約和東京的迪賽牛仔布畫廊（Diesel Denim Gallery）以高價限量版出售。在紐約銷售的第一周，儘管價格從$240美元至$1,840美元不等，超過90％的褲子已經售罄。在巴黎演出後的一份聲明中，羅索說：「我很榮幸能夠遇到我們這個時代的時尚偶像。卡爾代表著創造力，傳統和挑戰，而事實上他認為跟迪賽合作是一份很好的禮物，並承認我們作為休閒服裝的prêt-à-porter。」
2006年12月，拉格斐宣布推出一個新系列的男裝和女裝，名為「K Karl Lagerfeld」，當中包括合身的T恤和各種牛仔褲。
2010年9月，在紐約市大衛·格芬廳的籌款午宴上，科技時裝學院的時裝委員會博物館（Couture Council of The Museum）以拉格斐的名義設立一個獎項—「時裝委員會會時尚遠見獎（The Couture Council Fashion Visionary Award）」。2010年11月，拉格斐與瑞典水晶製造商奧弗可斯水晶宣布合作設計水晶藝術品系列。首個系列於2011年春季推出，該系列稱為「拉格斐的奧弗可斯水晶」。
2014年，佛羅里達州的一家拍賣行宣布，有許多拉格斐為羅馬提西亞尼之家（House of Tiziani）的早期草圖將會被出售。

#### 關於媒體

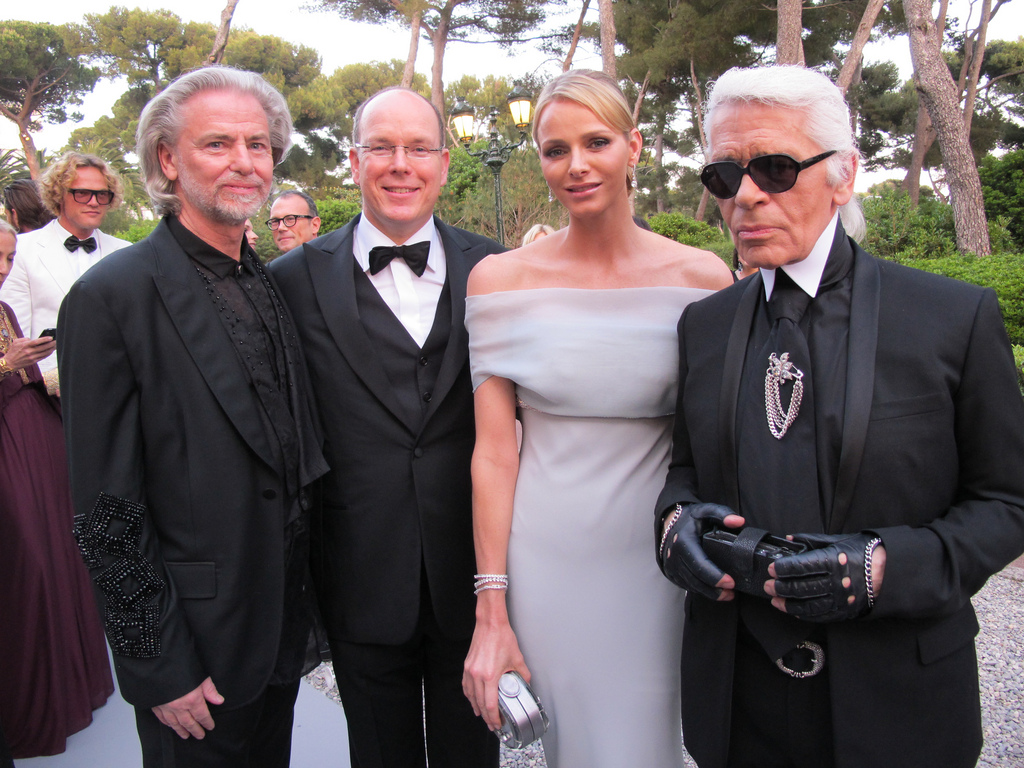
拉格斐與Hermann Bühlbecker、摩納哥王子阿爾貝二世及王妃夏琳·維德士托 (2011)。

拉格斐與投資企業迪拜無限控股（DIH）以在世界群島設計限量版住宅簽署協議。2007年，《時尚》製作了一部關於設計師的長篇紀錄片，命名為《拉格斐機密（Lagerfeld Confidential）》。該年下半年，拉格斐成為了電子遊戲《俠盜獵車手IV》中虛擬廣播電台K109的主持人。
2008年，拉格斐創作了一隻由Steiff以他的形象製作的2,500隻泰迪熊，售價為每隻$1,500美元。每隻熊有多種方式使用，別針，襯衫，娃娃等。2009年，Tra Tutti開始出售卡爾·拉格鼠及卡爾·拉格斐，它們分別以小老鼠和手指木偶的形式出現的迷你版拉格斐。同年，他為法國動畫《完全是間諜》獻聲。
在晚年，拉格斐意識到其中一個自己少年時代的志向—成為一名專業的漫畫家，從2013年起，他的政治漫畫定期會於德國報章《法蘭克福匯報》上定期發表 。
2008年，拉格斐為短片《曾幾何時...（Once Upon a Time...）》執導，電影於聖但尼電影之城，洛·比桑監製，由姬拉·麗莉飾演可可·香奈兒，及克洛蒂爾德·伊斯梅飾演她的姑姑艾德麗安·香奈兒（Adrienne Chanel）。
2016年6月，有消息公布拉格斐將會於邁阿密的陽光島海灘的住宅開發項目—Acqualina酒店度假村，為此計劃設計兩個住宅大堂。
2018年10月，拉格斐跟木匠工作室畫廊（Carpenters Workshop Gallery）進行藝術項目的合作，推出了一系列名為「建築」的功能性雕塑。那些雕塑由一種罕見具深灰色紋理的白色大理石（Arabescato Fantastico）及乳白色紋理的黑色（Nero Marquina）大理石製作，其靈感源自古代並指為「現代神話」，整個雕塑（guéridon）套裝包括桌子、燈具、落地櫃、噴泉式飲水器及鏡子。

## 私人生活
一頭具標誌性的白髮、黑色太陽鏡、無指手套以及高而筆挺並可拆卸的衣領都是卡爾·拉格斐的標誌。
1970年代初，拉格斐跟法國社交名流雅克·德巴榭（Jacques de Bascher）交往，二人關係維持了長達18年，直至德巴榭因愛滋病於1989年病逝為止，雖然拉格斐指二人從未發生性關係。「我非常喜歡那個男孩，但我跟他沒有身體接觸。當然，我被他身體的魅力所吸引。」拉格斐指雅克說過這些。然而，德巴榭曾經與伊夫·聖羅蘭出軌；隨後，聖羅蘭的商業夥伴及前度情人皮埃爾·貝爾傑指責拉格斐背後的策略是破壞競爭對手服裝店的穩定。在德巴榭生病的最後階段，他在醫院的吊床上，拉格斐在病床邊陪伴他，直至他在1989年因愛滋病去世。隨著拉格斐去世後，有小報報導指他的身體被火化，他的骨灰保留在甕裡，部分與德巴榭的那些混合在一起，另外一些在其母親的甕中。
拉格斐多年來曾經在不同的地方居住：包括法國巴黎第七區巴黎大學街以裝飾藝術風格的公寓（1970年代）；布列塔尼半島的18世紀洛可可風格裝飾的Penhoët城堡（1970年代至2000年）；以1980年代孟菲斯風格裝飾至2000年的蒙地卡羅公寓（從1980年代早期）；以藝術風格裝飾的漢堡白沙島（Blankenese）的家庭旅館（Villa Jako）（1990年代中期至2000年）；位於巴黎大學街以洛可可風格和其他風格裝飾的一座具酒店特色的17世紀的豪宅，摩納哥度假屋（Villa La Vigie）（1980年代至2000年代）；他從未搬進或裝飾的曼哈頓公寓（2006年至2012年）；在比亞里茨以現代風格裝飾的夏季別墅El Horria（1990年代至2006年）；以及一個可以追溯至1840年代的佛蒙特州房子（從2000年代起）。從2007年開始，拉格斐於巴黎伏爾泰堤岸擁有一所1820年代以現代及藝術風格裝飾的房子。《時尚雜誌》曾報導和刊登拉格斐位於巴黎及摩納哥公寓內部的照片。他還透露了他對蘇珊妮·貝珀龍的別針和胸針的大量收藏品，以及使用了她其中一枚藍色的玉髓指環作為香奈兒2012年春/夏系列的起點。
拉格斐擁有一隻名為Choupette的紅點伯曼貓，他對Choupette非常鍾情，並於2013年6月表示如果合法的話，他會跟Choupette結婚。

### 體重下降
拉格斐於2001年體重下降了42（93磅），他解釋說：「我突然很想打扮得很不同，穿由赫迪·斯萊曼設計的衣服...但這些時尚都是由非常非常苗條的男孩演譯 — 並非由我這個年齡的男人 — 它要求我減掉至少40公斤，我花了整整13個月。」。吉恩·克洛德·候特（Jean-Claude Houdret）醫生是專門為他設計飲食餐單的人，後來他出版一本名為《卡爾拉格菲爾德餐單》的書，並在《拉利金現場》及其他電視節目中宣傳它。

### 去世
2019年2月，拉格斐隨著1月出現的併發症影響健康，並傳出他身體微恙的消息。2月18日，他入住法國巴黎近郊塞納河畔納伊的巴黎美國醫院，並於翌日上午因胰臟癌的併發症去世，享壽85歲。拉格斐要求沒有正式葬禮的火化計劃，而其骨灰將會跟其亡母及已故伴侶雅克·德巴榭一起撒於秘密的地點。

## 爭議
拉格斐在時裝界地位崇高，在他的職業生涯中，拉格菲爾德被指控為脂肪恐懼症、伊斯蘭恐懼症、反#MeToo運動，以及種族主義的支持者。
一向有話直說的他曾惹起不少的批評：
- 拉格斐於香奈兒的1994年春季高級訂製時裝系列中使用了古蘭經的一節經文，儘管後來設計師和時裝店為此道歉，事件仍引起排山倒海的爭議。爭議於1994年巴黎高級訂製時裝秀後爆發，雅加達的印尼穆斯林學者委員會（Indonesian Muslim Scholars Council）呼籲外界抵制香奈兒，並威脅指要向拉格斐的祖國—德國政府提出正式抗議。設計師道歉，解釋指他從一本關於泰姬陵的書裡採取設計，並認為這些話是來自一首情詩[44]。

- 拉格斐是時裝上使用皮草的支持者，然而他自己並不穿著皮草，也幾乎不吃肉。在2009年接受BBC電台Radio4的訪問中，他聲稱獵人「以狩獵為生，除了狩獵之外甚麼都沒學到，他們會殺死那些可能會殺害我們的野獸，人類殺生取其皮很合理」並堅持說：「在一個肉食的世界中，穿皮革的鞋子和衣服，甚至手提包也沒問題，關於毛皮的討論是幼稚的。」善待動物組織（PETA）的發言人指拉格斐「就如不時髦的皮毛一樣不合時宜的時裝恐龍」[62]，並且「他的殺戮或被殺的心態作特別妄想。上一次人們的生命受到水貂或兔子的威脅是何時呢[63]？」

- 2001年，在紐約市的林肯表演藝術中心，他成為了擲批大戰（英语：Pieing）的目標人物，然而動物權利活動參與者投擲豆腐餡餅以反對他於收藏品中使用皮草，卻擊中卡爾文·克雷恩。PETA的一名發言人形容攻擊不使用皮草的卡爾文為「友軍之火（英语：Friendly fire）」，指他為「動物的好朋友」，以及繼續於其系列中使用皮草的拉格斐為「時裝恐龍」[64]。2010年，拉格斐在2010年香奈兒系列中使用假皮草後，PETA的網站聲稱：「這是假毛皮的勝利......因為假毛皮改變了這麼多，並且現在變化如此大，你幾乎看不出差異」[65]。

- 由於超級名模海迪·克林於德國版《GQ雜誌》的封面上裸露身體，繼德國設計師沃爾夫岡·喬普（英语：Wolfgang Joop）對克林作出批評，喬普描述克林為「並非天橋上的模特兒，她簡直是太笨重和胸圍過大了[66][67]。」拉格斐於2009年加入批評，他指無論自己跟歌地亞·雪花也得知克林這個人，即使她從未在巴黎工作過，而且她在高級時裝界是微不足道，然而她「比當代時尚更美艷更是金光閃閃」[68]。

- 2012年2月9日，拉格斐引起了一場國際公憤，原因是他批評英國流行歌手愛黛兒（Adele）「聲音美妙，臉蛋漂亮，就是有點胖」[69]。愛黛兒回應指她跟大部分的女性一樣，而她從未在意自己的體重，並為這個事實感到自豪[70]。此番失言讓拉格斐飽受攻擊，事後當眾道歉以平息眾怒。

- 隨後於同年7月31日，拉格斐再度引起公憤，該次是由於他對英國王妃凱特的妹妹皮帕·米德爾頓的長相及外觀作出批評[71][72]。

- 拉格斐於其漫畫作品《哈維·施韋因斯坦（Harvey Schweinstein）》中把電影製片人哈維·溫斯坦（Harvey Weinstein）畫成一頭豬，被批評為反猶太主義和非人性化[73]。

- 拉格斐於歐洲移民危機期間為移民政策（英语：Wir schaffen das）對德國總理安格拉·默克爾作出批評，他說：「你不能殺掉數以百萬計的猶太人，然後再吸納數以百萬計最壞的敵人，即使（事件之間發生了）幾十年」，並指責她從而引起了德國另類選擇黨（AfD）的崛起[74][75]。

- 拉格斐抨擊＃MeToo運動，當時多名女模特兒對一知名造型師提出性騷擾控訴，拉格斐說「當模特兒而不願讓人脫掉內褲，那麼就去女修道院好了。」

- 2013年10月，拉格斐於法國的電視節目《Le Grand 8》中表示「過於肥胖者」是社會安全的漏洞，也是所有疾病的起因。再加上他曾經提到的觀點：「沒有人想在伸展台上看到豐滿（有曲線）的女人。」這些頗受爭議的言論惹惱了民眾。有法國女性團體向法院入稟指控他「誹謗與差別待遇」，並引起了一些爭論[76][77]。

## 外部連結
- 卡爾·拉格斐官方中文網站
- 卡爾·拉格斐的Instagram帳戶 （页面存档备份，存于）
- 卡爾·拉格斐 - 傳記（页面存档备份，存于）